# خرینیمو ایبانیز اسکریبانو
خرینیمو ایبانیز اسکریبانو (اسپانیایی: Jeronimo Ibañez Escribano‎؛ زادهٔ ۱۴ ژوئن ۱۹۵۷) دوچرخه‌سوار اهل اسپانیا است. وی در مسابقات تور دو فرانس شرکت کرده است.